# 母の出発
母の出発（ははのたびだち）はNHKの「ドラマ新銀河」で1995年8月28日から9月21日まで放送されたテレビドラマ。 福岡県中間市が舞台のドラマ。

## キャスト
遠山暁子
演 - 栗原小巻
遠山良作
演 - 財津一郎
遠山五月
演 - 川上麻衣子
遠山学
演 - 小磯勝弥
植木ミツエ
演 - 小林千登勢
富川ヒロ子
演 - 浅利香津代
猿渡治子
演 - 江波杏子
半田谷子
演 - 市毛良枝
山本京子
演 - 宮田圭子
下園邦子
演 - 落合智子
広造
演 - 西村淳二
増富ソヨ
演 - 若尾延子
康弘
演 - 三井善忠
浅野忠信

## スタッフ
- 脚本 - 鹿水晶子[1]
- 音楽 - 難波弘之[1]
- 制作統括 - 八木雅次[1]
- 美術 - 加藤隆弘[1]
- 技術 - 後藤信一[1]、京谷道雄[1]
- 音響効果 - 加藤正孝[1]
- 演出 - 橘高幸三[1]、安原裕人[1]
- 制作 - NHK